# Koeberlinia
Koeberlinia là một họ thực vật hạt kín thuộc bộ Brassicales. Họ này chứa 1 chi (Koeberlinia Zucc., 1832) và 2 loài cây bụi có gai, trong đó loài thứ nhất (Koeberlinia spinosa) là bản địa của khu vực bản địa khu vực tây nam Hoa Kỳ và miền bắc México. Loài thứ hai (Koeberlinia holacantha) được phát hiện và miêu tả năm 2008 tại khu vực gần Comarapa, một thị trấn nhỏ thuộc Bolivia.
Hệ thống Cronquist năm 1981 coi họ này là một phần của họ Capparaceae trong bộ Capparales.

## Hình ảnh